# Karl Masner

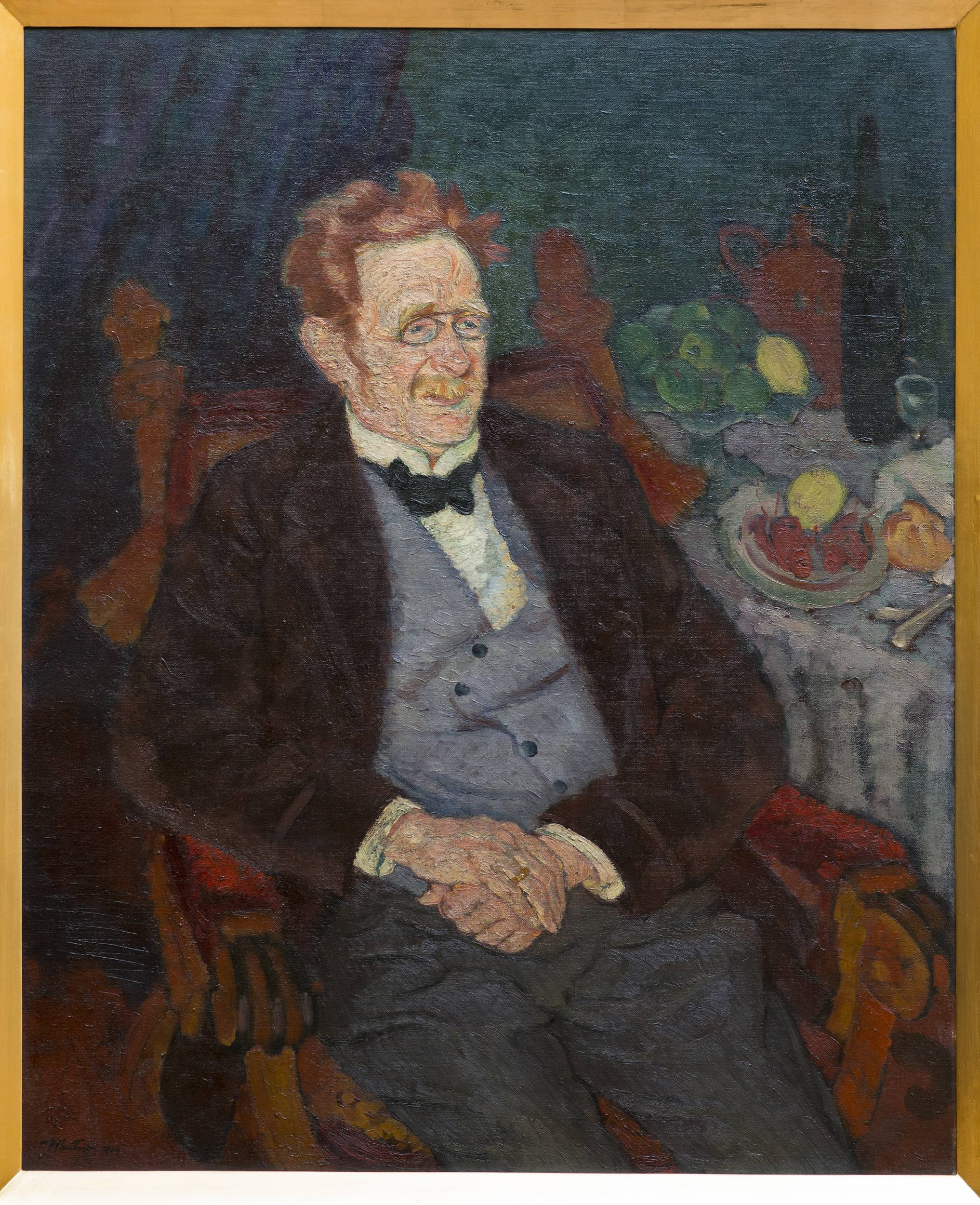
Fryderyk Pautsch: Porträt Karl Masner, 1919

Karl Borromäus Masner (* 22. Januar 1858 in Preßburg, Kaisertum Österreich; † 14. Mai 1936 in Breslau, Provinz Niederschlesien) war ein deutscher Kunsthistoriker und Museumsleiter.

## Leben
Karl Masner studierte Klassische Philologie und Klassische Archäologie an der Universität Wien und wurde dort 1885 bei Otto Benndorf promoviert. Ab 1885 arbeitete er am Österreichischen Museum für Kunst und Industrie in Wien, für das er mehrere Kataloge herausgab.
1899 wurde Karl Masner zum Direktor des neugeschaffenen Schlesischen Museum für Kunstgewerbe und Altertümer der Stadt Breslau ernannt. Die Vorgängerinstitution Museum Schlesischer Alterthümer hatte Hans Seger geleitet. 1901 konnte Masner Erwin Hintze als wissenschaftlichen Mitarbeiter gewinnen. Seit 1908 war Masner in die Vorbereitungen der Breslauer Jahrhundertausstellung 1913 eingebunden, die er zur Erinnerung an die preußischen Befreiungskriege gegen Napoleon kuratierte.
1918 übernahm Masner auch die Villa Neisser, in der er die Städtische Kunstsammlung Albert und Toni Neisser einrichtete. Im Breslauer Stadtschloss richtete er 1925 das Schlossmuseum ein. 1926 übernahm Hintze dessen Leitung. 1929 wurde dieser als Nachfolger Masners Direktor der drei oben genannten Städtischen Museen von Breslau. Als Museumsdirektor im Ruhestand übernahm Masner nach dem Tode Hintzes im August 1931 wieder die Leitung der Städtischen Museen in Breslau. 1933 wurde Heinrich Kohlhaussen als Nachfolger berufen. Dieser führte eine Neuordnung der Sammlungen durch.
Karl Masner war der Autor vieler Publikationen über das schlesische Handwerk und Kunstgewerbe, zu seinen Interessengebieten gehörte auch die Goldschmiedekunst. Er gehörte zu den Mitarbeitern des Allgemeinen Lexikons der Bildenden Künstler von der Antike bis zur Gegenwart. In Anerkennung seiner wissenschaftlichen Verdienste wurde er zum Ehrensenator der Universität Breslau ernannt.

## Wirkungsorte Masners

Schlesisches Museums für Kunstgewerbe und Altertümer
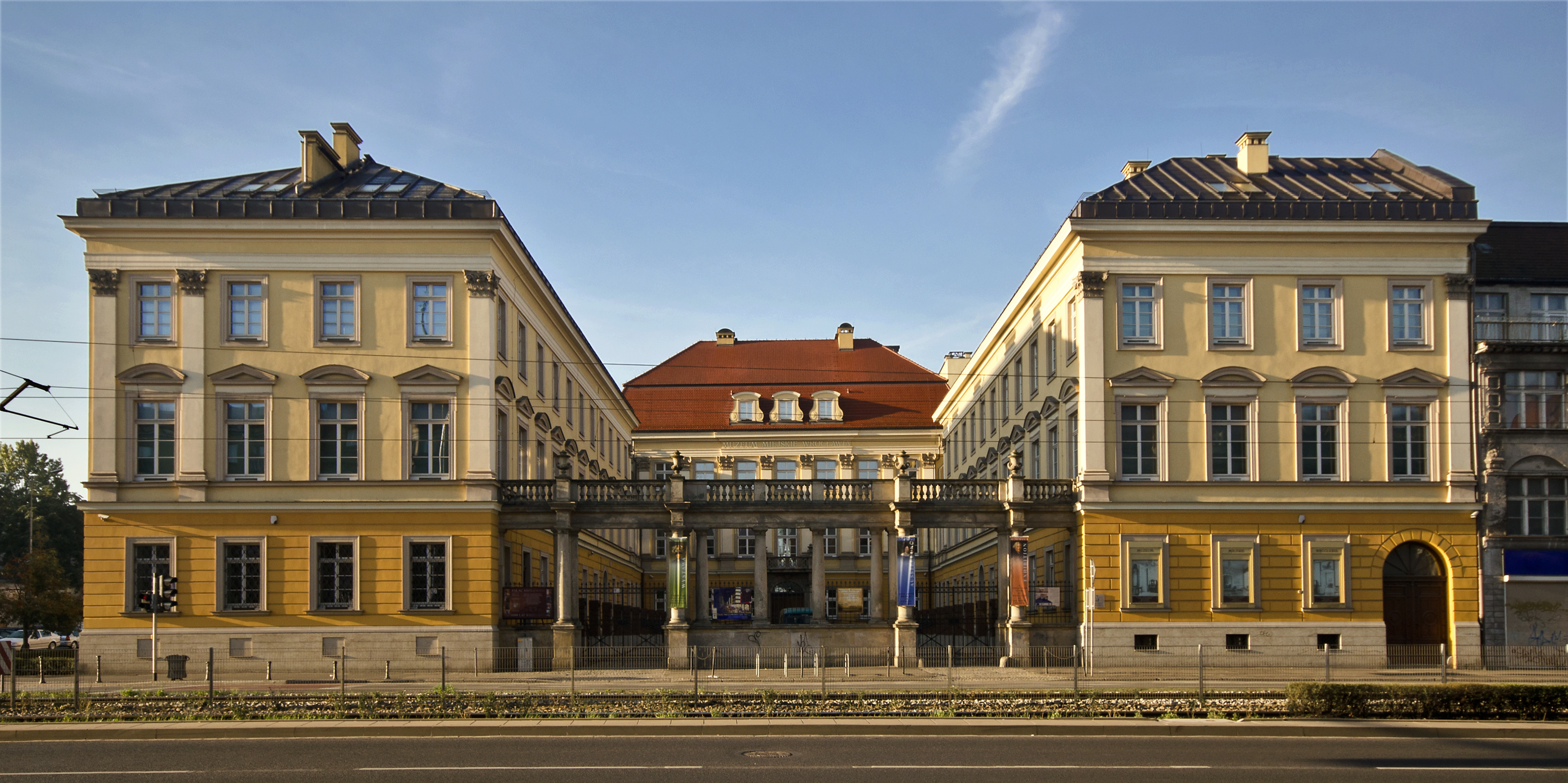
Schlossmuseum Breslau
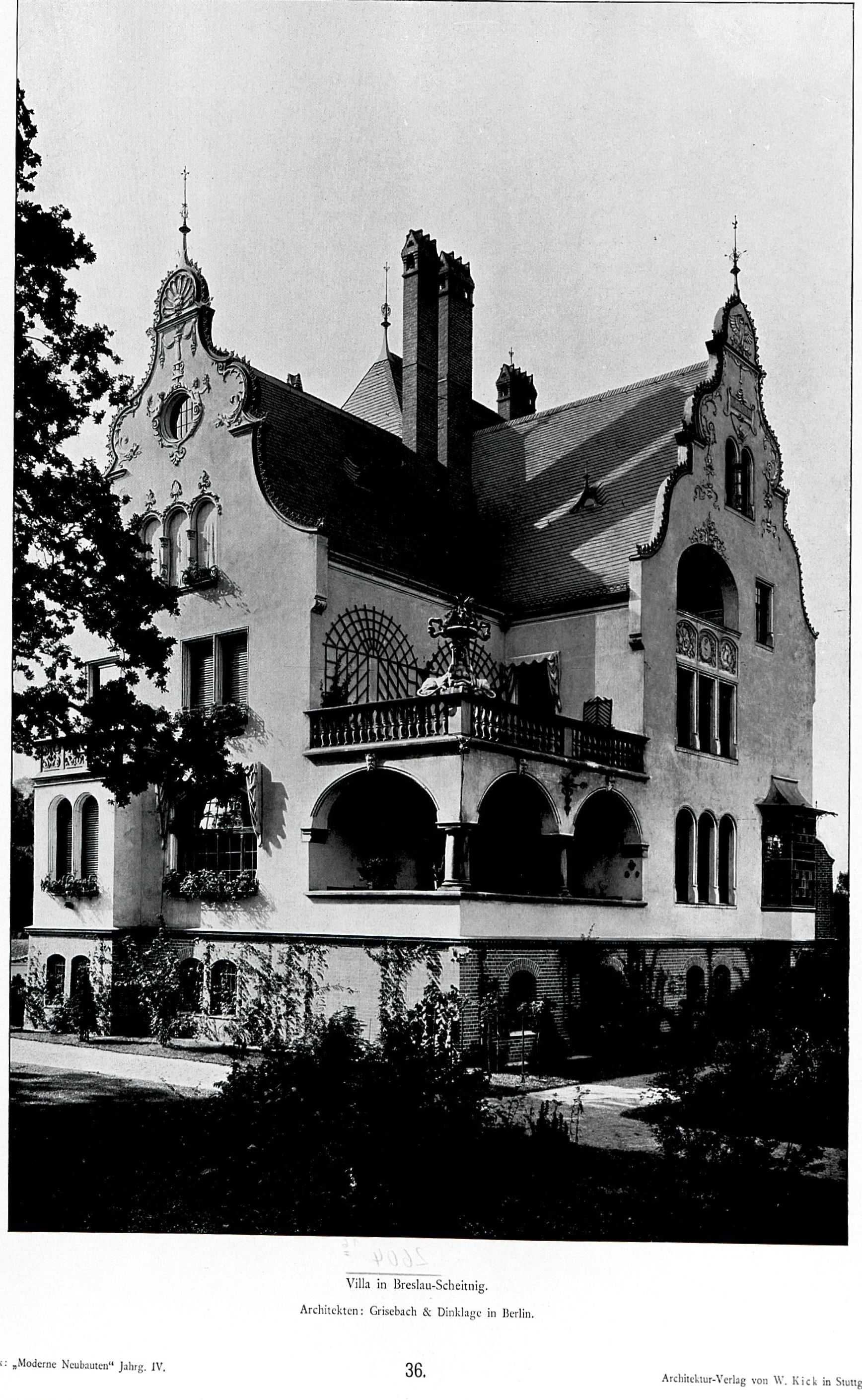
Villa Neisser
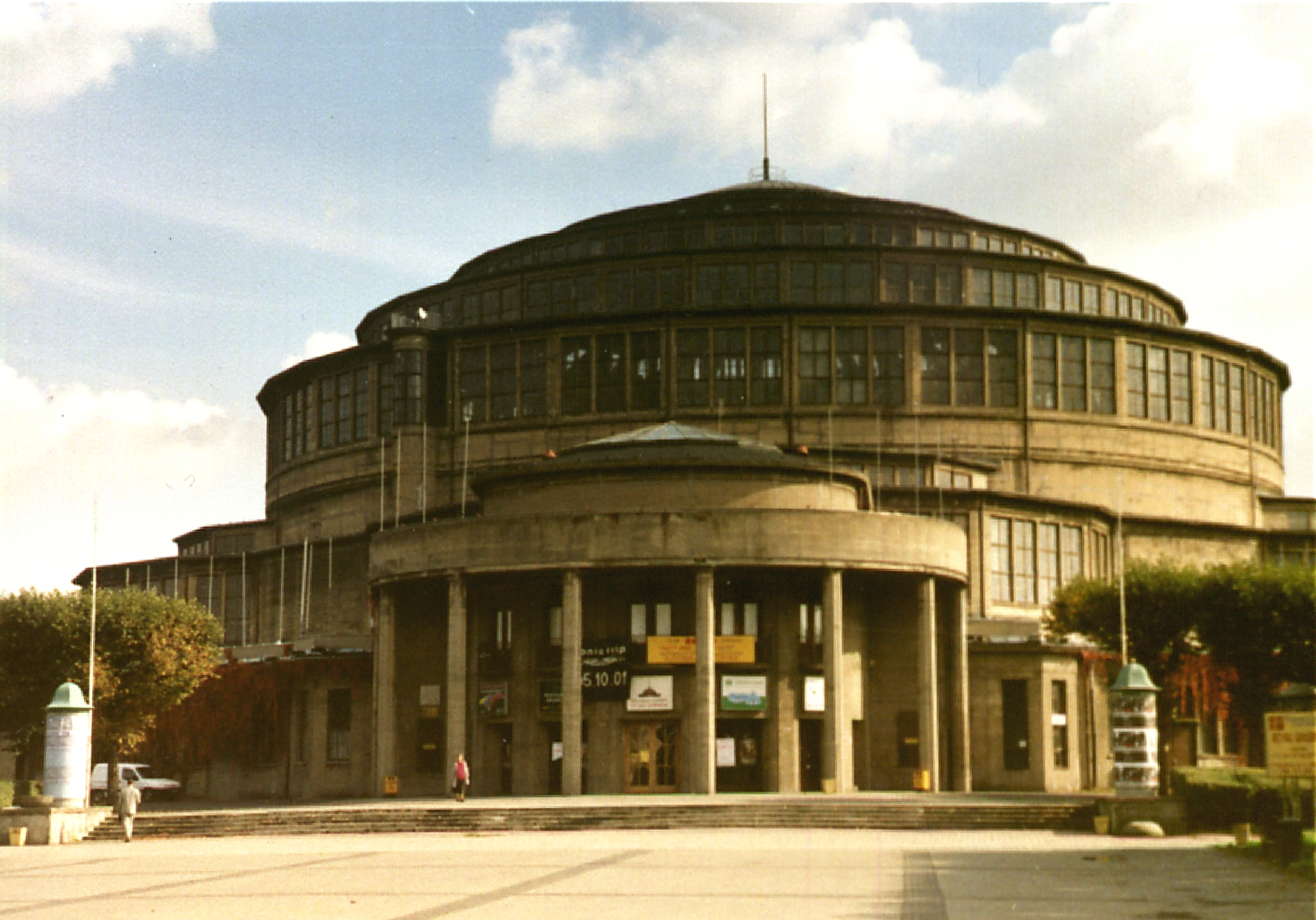
Jahrhundertausstellung 1913

## Veröffentlichungen (Auswahl)
- Die Sammlung antiker Vasen und Terracotten im K.K. Oesterreichischen Museum. Wien 1891.
- Die Costümausstellung im K.K. Oesterreichischen Museum. Wien 1891, 1894.
- Das Einfamilienhaus des Kunstgewerbevereins für Breslau und die Provinz Schlesien auf der Ausstellung für Handwerk und Kunstgewerbe in Breslau 1904. Breslau 1905.
- mit Erwin Hintze: Goldschmiedearbeiten Schlesiens. Eine Auswahl von Goldschmiedearbeiten schlesischer Herkunft oder aus schlesischem Besitze. Breslau 1912.
- Ausstellung zum 400. Gedächtnistage der Reformation. Breslau 1917.
- mit Hans Seger: Führer durch die Vorgeschichtliche Abteilung und das Antikenkabinett. Breslau 1920, 1923 (2. Auflage).
- Die Innungsstube der Breslauer Gerber. Schlesisches Museum Breslau 1922.
- Festschrift zum 25jährigen Jubilaeum des Schlesischen Museums für Kunstgewerbe und Altertümer. Breslau 1924.
- (Mitwirkend): Die Kunst in Schlesien. Berlin, Deutscher Kunstverlag 1927.

Herausgeber
- mit Erwin Hintze: Die Historische Ausstellung zur Jahrhundertfeier der Freiheitskriege Breslau 1913. 2 Bände, Breslau 1916.
- mit Hans Seger: Jahrbuch des Schlesischen Museums für Kunstgewerbe und Altertümer (= Schlesiens Vorzeit in Bild und Schrift. Neue Folge). Band 1–10. Breslau 1900–1934